# 巴勒斯特蘭
巴勒斯特蘭（挪威語：Balestrand）是挪威已不存在的市镇，存在於1850年至2020年間。位於松恩境內松恩峽灣的北岸，其行政中心為巴勒斯特蘭村。截至2020年撤銷市鎮時，其面積為430平方公里，人口1272人。